# Peperomia trineuroides
Peperomia trineuroides är en pepparväxtart som beskrevs av Gustav Adolf Hugo Dahlstedt. Peperomia trineuroides ingår i släktet peperomior, och familjen pepparväxter. Inga underarter finns listade i Catalogue of Life.